# Jules Bernard Luys
Jules Bernard Luys (París, Francia, 17 de agosto de 1828 - Divonne-les-Bains, 21 de agosto de 1897) fue un médico francés neurólogo, neuroanatómico y psiquiatra que publicó diversos atlas del sistema nervioso central utilizando especialmente la fotografía. Describió en 1865 el núcleo subtalámico (o subtálamo), al que se le llamó durante bastante tiempo como cuerpo de Luys en su honor.
Después de su tesis doctoral bajo la dirección de Charles Robin (1821-1885) centrada en la histopatología de la tuberculosis (1857), Luys fue nombrado médico de los hospitales de París en 1862 y se especializó en la neurología. Publicó desde 1865 un importante tratado de neuroanatomía ilustrado por sus propios dibujos de excelente calidad. En él realizó especialmente la primera descripción del núcleo centromediano del tálamo y del núcleo subtalámico que describió de forma aproximada como la pequeña banda accesoria de las olivas superiores; este último término se refería, en la descripción de Luys, a los núcleos rojos.
Además de su gusto por el dibujo anatómico, Luys también fue el primero en utilizar la fotografía, todavía en desarrollo, para establecer una Iconografía fotográfica de los centros nerviosos (1873). Publicó a continuación una obra pública más grande: El Cerebro y su función (Le Cerveau et ses fonction), que presenta una síntesis muy personal de los conocimientos contemporáneos sobre este órgano. En su traducción anglófona, esta obra fue un éxito en las librerías. Su cualidad de médico y científico es reconocida tanto por sus iguales a través de su elección en la Academia de medicina en 1877 como por sus contemporáneos que le nombraron caballero de la Legión de honor, el mismo año.
En 1876, formó parte de una comisión nombrada por Claude Bernard para estudiar las experiencias de metaloterapia del médico Victor Burq. Entre los otros autores miembros de esta comisión se encontraba Jean Martin Charcot y Amédée Dumontpallier.
En 1881, Jules Bernard Luys creó con Benjamin Ball el periódico l'Encéphale (El Encéfalo), dedicado a la publicación de trabajos francófonos y en neurología experimental y clínica.
Más tarde, las investigaciones de Luys se orientaron más hacia las enfermedades mentales, a las cuales dedicó varios tratados. Jefe de servicio en los hospitales de la Salpêtrière y de la Caridad, luego director de la Casa de Salud Esquirol y del asilo psiquiátrico en Ivry-sur-Seine, en 1864, después de Baillarger, se interesó como sus contemporáneos en la histeria, pero contrariamente a su obra neuroanatómica, sus trabajos en este campo siguieron más estrictamente el test de la edad. Acusado de haber sido engañado por sus propios pacientes, Luys vio su reputación de hombre de ciencias fuertemente mermada.
Durante los últimos años de su vida, las investigaciones de Luys abordaron temas más controvertidos todavía: sobre la acción a distancia de los medicamentos, los efluvios cerebrales, y otros fenómenos paranormales. Publicó varios artículos sobre el ojo para el menos escéptico de sus contemporáneos.
Jules Bernard Luys falleció brutalmente el 21 de agosto de 1897, en su casa de vacaciones en Divonne-les-Bains, en Ain.